# Gherman, Neamț
Gherman este un sat în comuna Bicaz-Chei din județul Neamț, Transilvania, România.